# Тит Дідушицький
Тит Дідушицький гербу Сас (28 листопада 1796 — 5 липня 1870, Яблунів), псевдонім Філопольський — землевласник, палеонтолог, консервативний політик і депутат Законодавчого сейму в Кромерижі.

## Біографія
Отримав домашню освіту під керівництвом приватних викладачів. Закінчив 3-річне навчання філософії (1821—1824). Маючи талант до вивчення іноземних мов, він швидко став визнаним перекладачем праць у галузі філософії та агрономії. Він також був автором театральних і літературних оглядів, наприклад у «Pamiętnik Lwowski» та «Rozmaitości». Він був експертом і колекціонером палеонтологічних зразків. Він став відомим у професійних колах публікацією праці «Опис скам'янілої голови, знайденої в Перемишльському повіті, із зауваженнями про скам'янілі загалом та їх зв'язок із теорією землі» (1827), за яку отримав почесне членство. У 1828—1836 роках він жив за кордоном — спочатку відвідував заняття в університетах Відня, Мюнхена та Гейдельберга. Під час Липневої революції у Франції він залишався в Парижі, де у французькій пресі, серед іншого, у «Трибуні» та «Конституціонель національ» публікував статті на політичні теми та про Польщу. Зустрічався з провідними французькими політиками того періоду. Він також слухав лекції з природи та палеонтології, а також економіки, історії та літератури в Сорбонні в Парижі. Після відвідин Бельгії та Нідерландів він пробув в Англії півтора року.
Після повернення до Польщі в 1836 р. осів як поміщик у своїх маєтках Яблонова і Городниці. Був противником повстанських підготовок і прихильником, разом з Леоном Людвіком Сапігою, Вінцентієм Полем і Александром Фредро, органічної праці. Член-засновник (3 липня 1845) і діяч Галицького господарського товариства, член його комітету (31 січня 1846 — 22 лютого 1850). Політично активний під час Весни народів, Депутат законодавчого сейму у Відні, а потім у Кромерижі (11 серпня 1848 — 7 березня 1849), обраний від галицького виборчого округу Копичинці. У Сеймі він став відомий як консерватор, активно виступав проти демократичних політиків. У період реакції він відійшов від громадського життя, присвятивши себе управлінню своїми маєтками та науково-літературній праці.

### Твори Тита Дідушицького
- Про утримання бджіл у парних вуликах: з примітками над вуликами для зберігання та ящиками для соломи: праця галицького громадянства приписана / з нім. Czaplovica після 2-го вид. перемикач і доповнення мн. від Philopolski, Львів 1921 р. (пол.)
- Опис скам'янілої голови, знайденої в районі Перемишля, з коментарями щодо скам'янілих загалом та їхнього зв'язку з теорією землі, Львів 1827 р. (пол.)
- Меморандум щодо законодавства про лісове господарство та лісову поліцію Гатіцієн, Львів 1844 (нім.)
- Про сейм зібратися, Львів 1848 (пол.)
- Про товариські вміння, Львів 1851 (пол.)

## Сім'я
Він народився в поміщицькій родині, син Вавжинця Марціна (1772—1836) та Анастасії, уродженої графині Міер (1780—1845). 1837 року одружився з Ізабелою Ельжбетою, уродженою Дідушицькою (1819—1893), у них була донька Флорентина (1844—1920), яка була тричі одружена: 1) з князем Романом Чарторийським, 2) з Антонієм Владиславом Волнєвичем, 3) з Людвіком Ценьським.